# Židovský hřbitov (Heřmanův Městec)
Areál jednoho z nejzachovalejších židovských hřbitovů v Česku se nalézá v Havlíčkově ulici ve městě Heřmanův Městec v okrese Chrudim. Židovský hřbitov je od 10. října 1991 chráněn jako nemovitá kulturní památka ČR.

## Historie
Židovský hřbitov v Heřmanově Městci byl založen údajně v 16. století a představuje doklad početného židovského osídlení ve městě přetrvávajícího až do 1. poloviny 20. století. V literatuře se udává, že nejstarší, do současnosti nedochovaný náhrobek pocházel z roku 1430. Nejstarší dochovaný náhrobek na hřbitově pochází z roku 1647. Poslední pohřeb se tu konal v roce 1940. Náhrobní kameny, zvláště starší, jsou většinou pískovcové, novější mramorové. Nápisy se na hrobech objevují v hebrejštině, němčině, češtině a někdy v kombinaci těchto jazyků.
Hřbitov byl opraven v roce 1989 a v roce 2007 proběhlo restaurování významných mramorových náhrobků.

## Popis
Areál židovského hřbitova se nachází na protáhlém, zhruba lichoběžníkovém pozemku ohrazeném zdí, do níž je v jihozápadním rohu vložen domek hrobníka a zhruba uprostřed východní strany se u ulice nachází vstup na hřbitov s márnicí. Na hřbitově se nalézá zhruba tisíc dochovaných historicky cenných kamenných náhrobků.

## Galerie

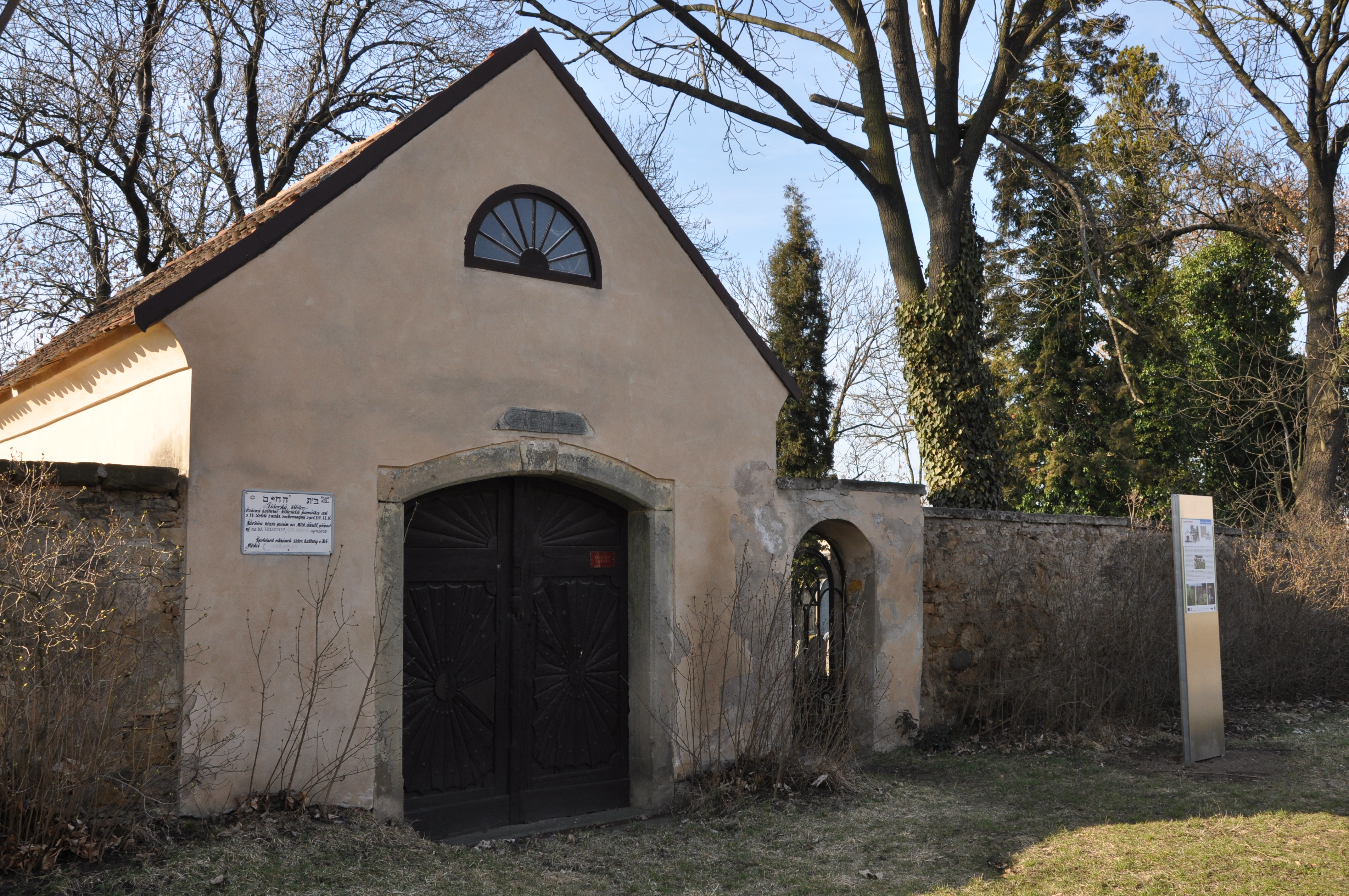
márnice se vstupem na židovský hřbitov v Heřmanově Městci
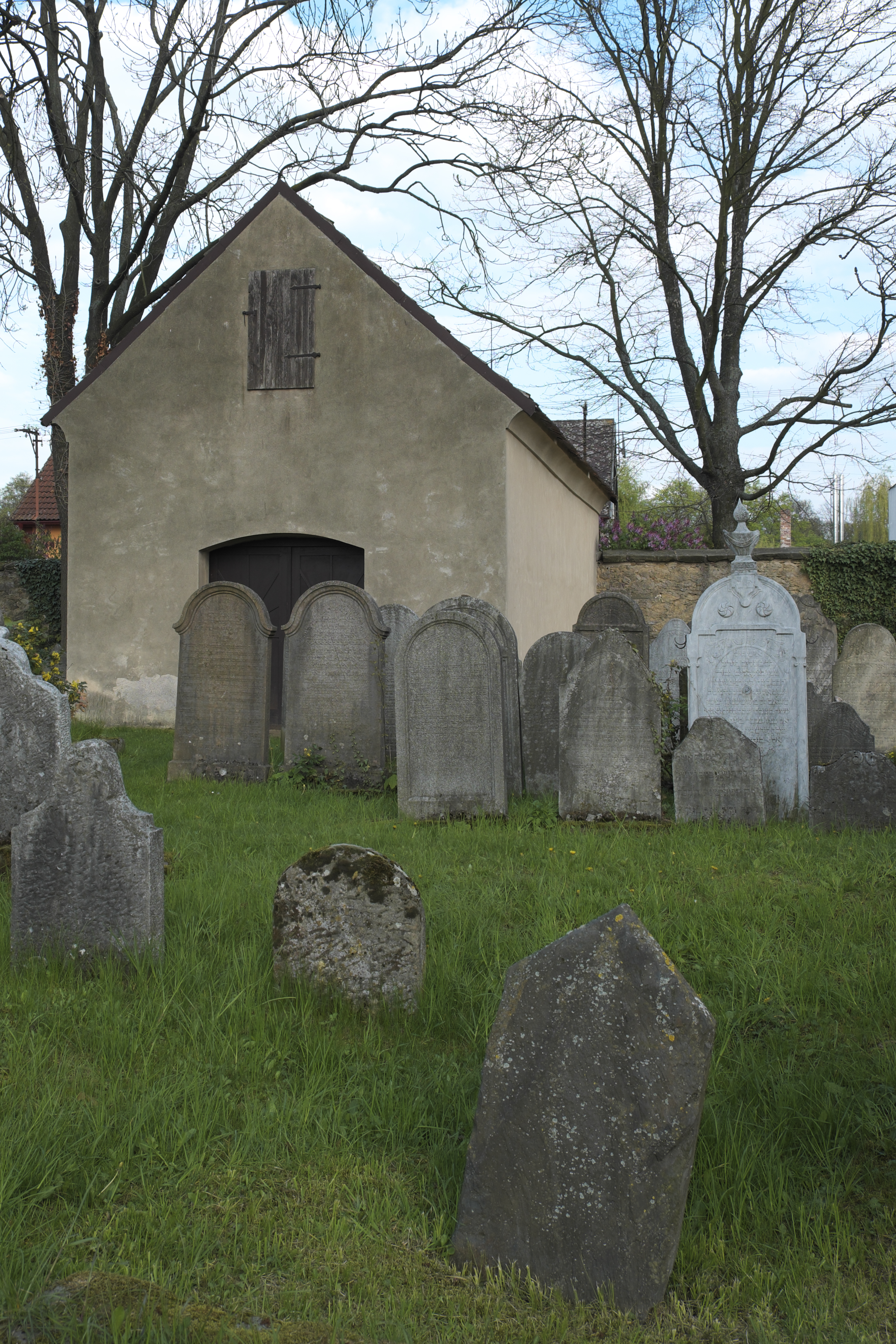
Márnice na židovském hřbitově v Heřmanově Městci
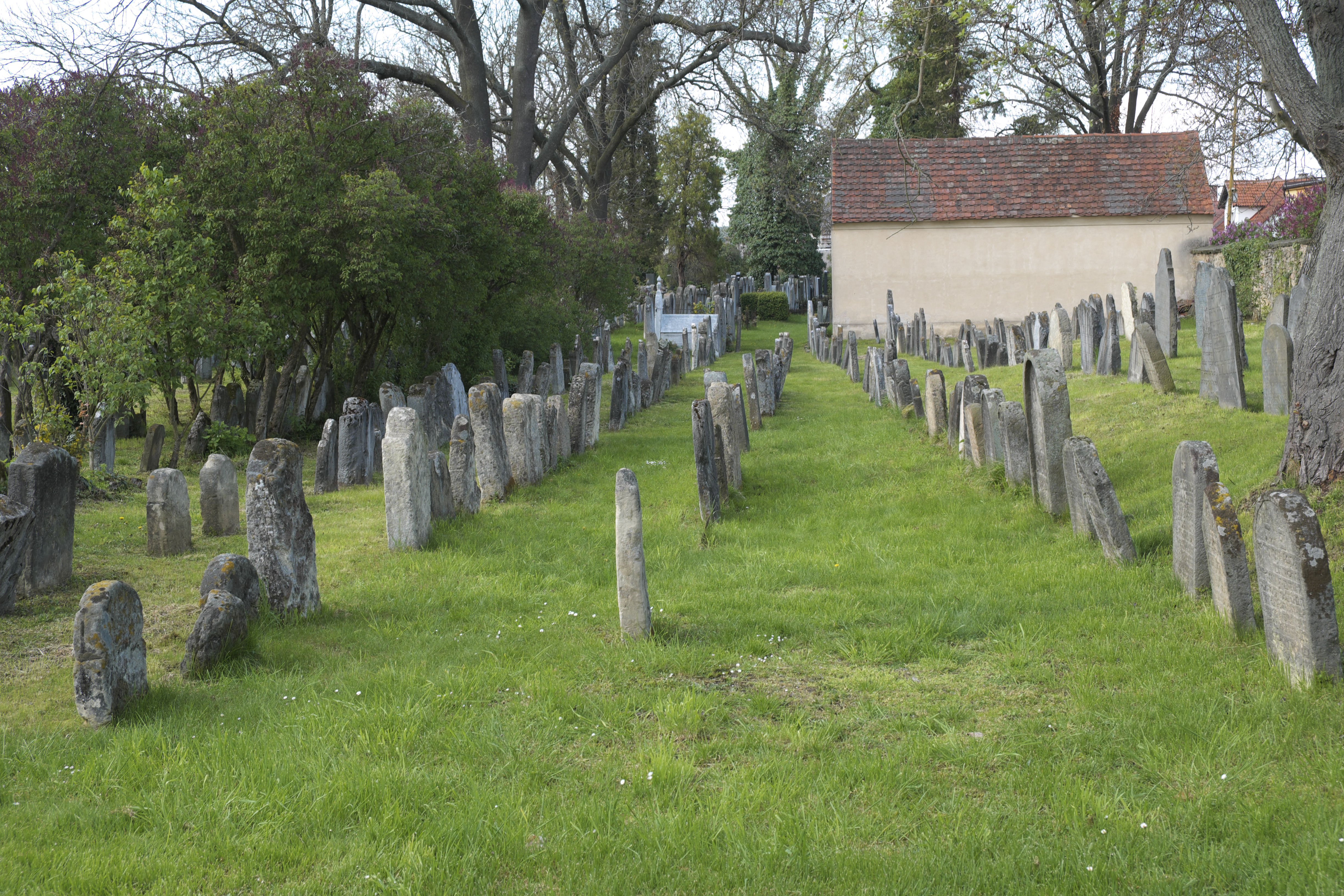
Náhrobky na židovském hřbitově v Heřmanově Městci
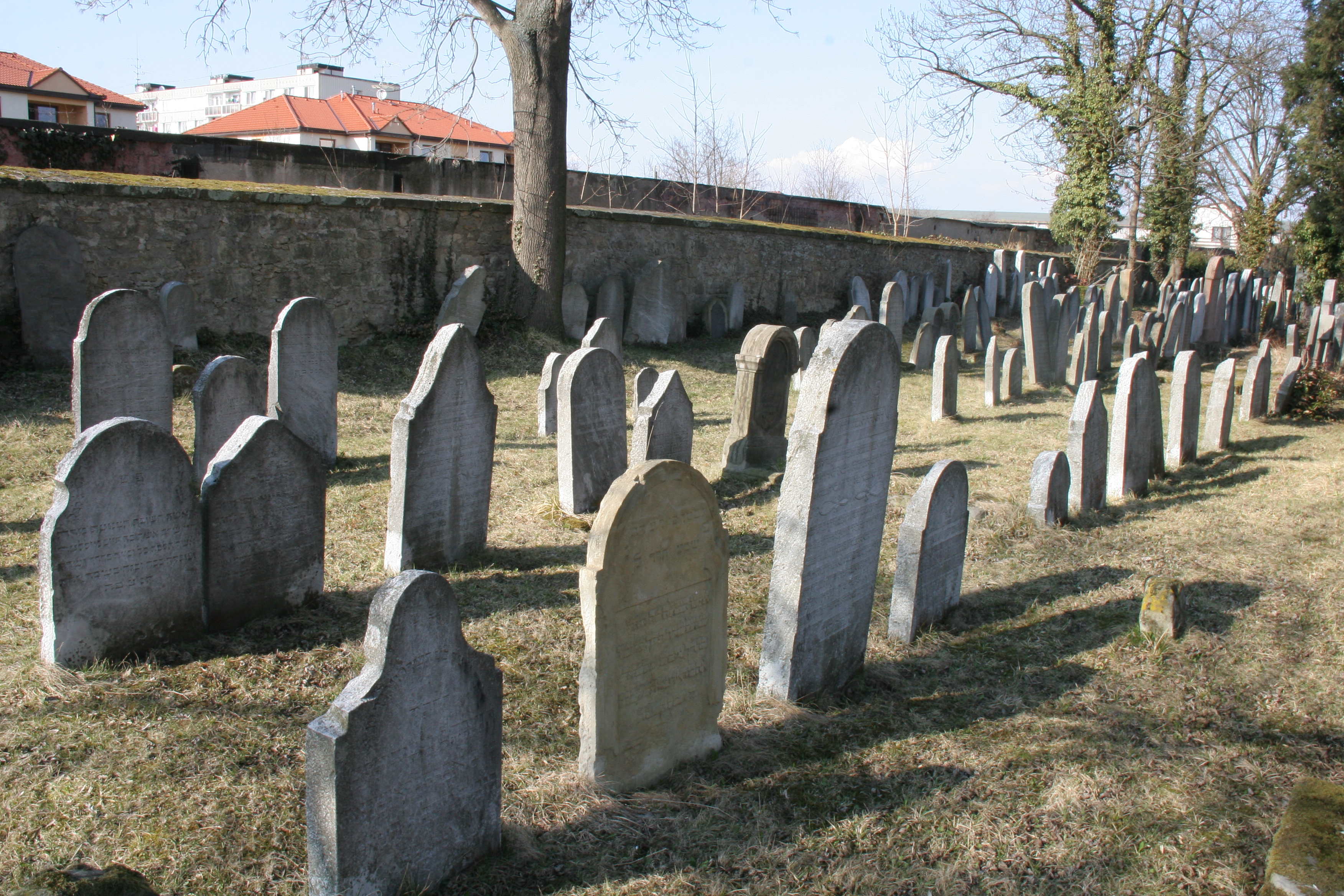
Náhrobky na židovském hřbitově v Heřmanově Městci